# Chavaignes
Chavaignes település Franciaországban, Maine-et-Loire megyében. Lakosainak száma 83 fő (2018. január 1.). Chavaignes Auverse, Genneteil és Lasse községekkel határos.

## Népesség
A település népességének változása:
| Lakosok száma | 171  | 154  | 134  | 97   | 113  | 102  | 97   | 92   | 86   | 83   |
|               | 1968 | 1975 | 1982 | 1990 | 1999 | 2011 | 2013 | 2015 | 2017 | 2018 |